# Klaus Tischendorf

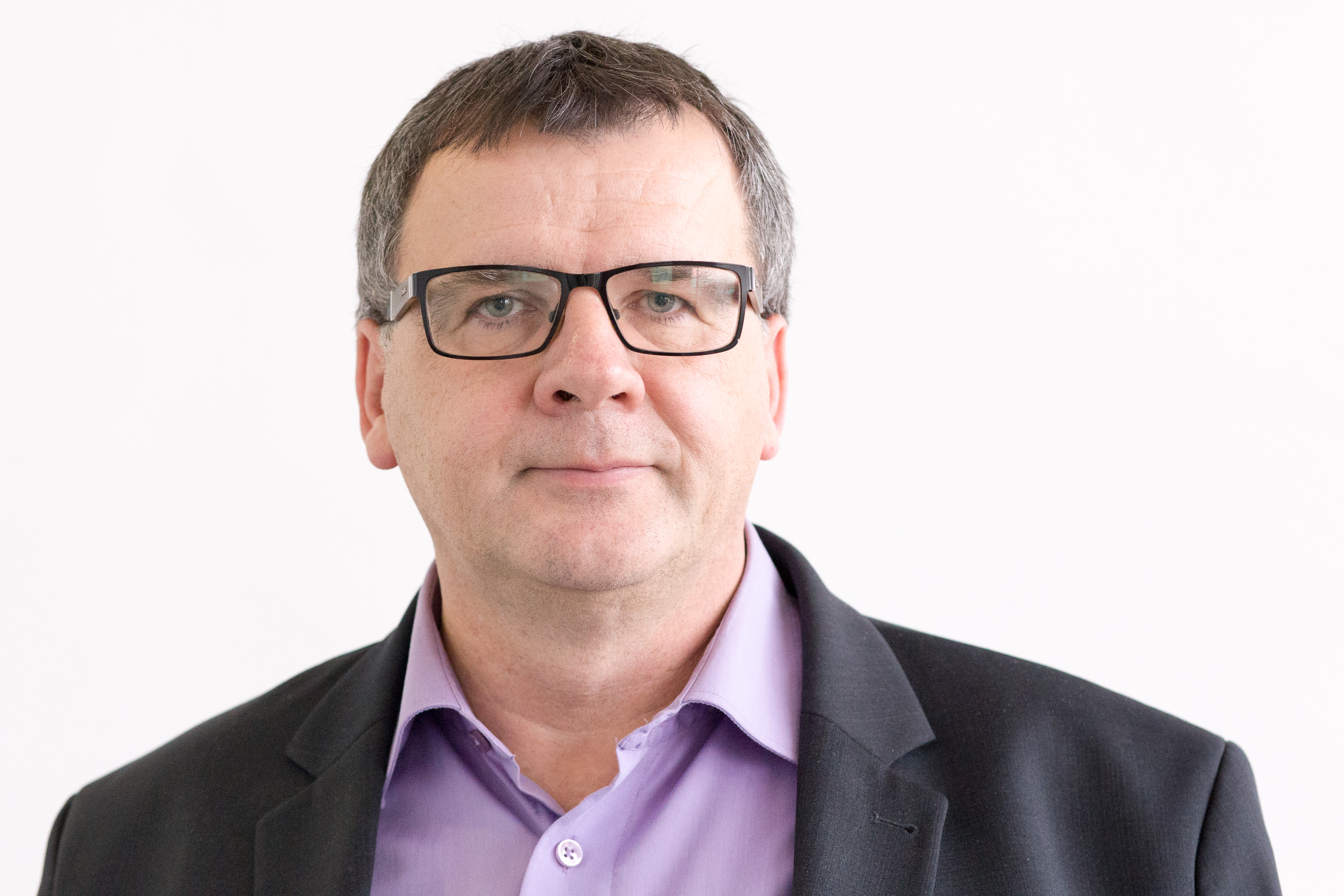
Klaus Tischendorf (2016)

 Klaus Jürgen Tischendorf (* 20. Juli 1962 in Lichtenstein/Sachsen; † 4. Januar 2024) war ein deutscher Politiker der Partei Die Linke. Von 1999 bis 2019 war er Mitglied des Sächsischen Landtags.

## Leben
Klaus Tischendorf besuchte bis zur 10. Klasse die Polytechnische Oberschule. Als gelernter Baufacharbeiter fand er von 1981 bis 1989 im VE BMK Süd in Zwickau Anstellung. Ab 1990 war er hauptamtlicher Kreisvorsitzender der FDJ und seit 1991 als Sachgebietsleiter im Jugendamt des Landratsamtes Stollberg tätig. Tischendorf war Mitglied des ver.di-Landesbezirksvorstandes Sachsen-Anhalt/Thüringen und stellvertretendes Mitglied des Verwaltungsrates der Sächsischen Aufbaubank.
Er war verheiratet und hatte ein Kind. Er verstarb am 4. Januar 2024.

## Politik
Klaus Tischendorf trat 1990 in die PDS ein. In den Jahren 1994/95 war er Kreisvorsitzender seiner Partei in Stollberg und von 1995 bis 1999 stellvertretender Vorsitzender des Landesverbands Sachsen.
Auf kommunaler Ebene gehörte Tischendorf von 1991 bis 1994 dem Kreistag Stollberg an. Von 2004 bis 2009 war er 1. stellvertretender Bürgermeister der Stadt Lugau und zudem ab 1994 Fraktionsvorsitzender für Die Linke im Rat der Stadt.
Im Oktober 1999 zog Tischendorf nach der sächsischen Landtagswahl über die Landesliste der sächsischen PDS in den Sächsischen Landtag ein. Dort war er Mitglied im Ausschuss für Geschäftsordnung und Immunitätsangelegenheiten, im Wahlprüfungsausschuss sowie im 1. Untersuchungsausschuss der 4. Wahlperiode zum Thema Sächsische Landesbank. Von April 2002 bis zur Landtagswahl 2009 war er stellvertretender Vorsitzender seiner Fraktion und zudem deren tourismuspolitischer Sprecher. In der 5. Legislaturperiode war er parlamentarischer Geschäftsführer seiner Fraktion. Tischendorf war zudem Mitglied im Haushalts- und Finanzausschuss, im Wahlprüfungsausschuss und im Ausschuss für Geschäftsordnung und Immunitätsangelegenheiten. Weiterhin gehörte er dem Landtagspräsidium und dem Notparlament an. Ab September 2014 war er der gewerkschaftspolitische Sprecher seiner Fraktion. Im Dezember 2014 wurde er zum Vorsitzenden des Haushalts- und Finanzausschusses gewählt. Bei der Landtagswahl 2019 trat er nicht mehr an.
Als Kandidat der Linkspartei im Juni 2008 bei der Landratswahl im Erzgebirgskreis konnte sich Tischendorf gegen Frank Vogel (CDU) nicht durchsetzen. Von November 2011 bis Oktober 2017 leitete er den dortigen Kreisverband seiner Partei. Von 2017 bis 2021 war er ehrenamtlicher Vorsitzender des DGB-Kreisverbandes im Erzgebirge.